# Akv 151
Artillerikanonvagn 151 (швед. Artillerikanonvagn 151) — шведская самоходная артиллерийская установка. Разработана фирмой Landsverk в 1951 году на базе опытного танка Strv KRV.

## История создания
В 1949 году компания Bofors получила заказ от Администрации Королевской армии (KAF) на САУ с орудием калибра 155 мм. Первоначально предлагались три варианта для САУ: один на базе Strv m/42, другой на базе Шермана и третий на базе Strv KRV. К 1952 году Landsverk уже успела создать прототип Strv KRV который больше всего подходил под установку 155-мм орудия. Планировалось, что новая САУ будет иметь массу до 30 тонн, а её серийное производство начнётся уже весной 1956 года. Но получилось по другому: первый опытный образец был построен в середине 1960 года, а его боевая масса составила 52 тонны. Увеличение массы САУ объяснялось тем, что первоначальные требования в 1949 году изменились в сторону усиления бронирования и защищённости от вражеских снарядов. После испытаний и внесения изменений Akv 151 была принята на вооружение в 1967 году. В конце 1961 года Bofors получила заказ на производство первой партии Akv 151.
Akv 151 послужила прототипом для САУ Bkan 1. САУ сильно отличалась от Akv 151 так как была построена на базе Strv 103.

## Некоторые характеристики
Скорострельность — 15 выстр/мин. Боекомплект составлял 14 снарядов. Снаряжение магазина производилось посредством электрической лебедки, смонтированной на качающейся части пушки. В случае необходимости магазин могли перезаряжать вручную. Начальная скорость снаряда при максимальном заряде 860 м/сек. Подача снарядов из магазина в ствол орудия производилась пружинным досылателем. Для наведения пушки в горизонтальной плоскости использовался ручной двухступенчатый механизм, а в вертикальной — подъемный механизм. Максимальная скорость вертикальной наводки 5 град/сек. Орудие имеет ствол с лейнером и дульным тормозом. Вертикальный полуавтоматический клиновой затвор снабжен электрическим стреляющим механизмом. Механизм заряжания имел раму досылателя, которая размещалась под магазином на шарнирах. Магазин состоял из семи гнезд, каждое из которых вмещало два снаряда. В качестве прицела использовался прицел полевого типа и панорама. Пушка устанавливалась в кормовой части.
Командир машины и наводчик располагались в левой рубке. Там же размещались средства внешней и внутренней связи. При необходимости радист располагался в этой же рубке. В правой рубке располагался один — два человека — наводчик и пулеметчик, который ведет огонь по наземным и воздушным целям из 7,62-мм пулемета, установленного на крыше рубки. В передней части корпуса машины располагался механик-водитель. Связь между членами экипажа осуществляется посредством внутрипереговорного устройства.
Силовая передача гидромеханическая. Расположение ведущих колес переднее. Подвеска гидропневматическая. Запас топлива — 1500 л.

## Сохранившийся экземпляр
- Швеция — в Военно-историческом музее в Хараде.